# Droga krajowa nr 31 (Polska)
Droga krajowa nr 31 (DK31) – droga krajowa klasy GP o długości ok. 138 km. Przebiega południkowo wzdłuż Odry przez obszar województw zachodniopomorskiego i lubuskiego, niemalże równolegle do granicy polsko-niemieckiej. Stanowi alternatywne dla drogi nr 13 połączenie Szczecina z autostradą A6 a także łączy go, wraz z drogą krajową nr 29, z granicą z Niemcami w Słubicach.
W 2004 decyzją GDDKiA zmieniono przebieg DK 31 na terenie Szczecina. Dawniej prowadziła ona od skrzyżowania z ul. Struga (DK10), przez Zdroje i Podjuchy (ulicami Gryfińską, Batalionów Chłopskich, Granitową). Obecny przebieg to: rondo Hakena (DK13) – ul. Floriana Krygiera – ul. Granitowa.
Pomiędzy Mieszkowicami a Boleszkowicami na DK31 zlokalizowany jest Drogowy Odcinek Lotniskowy „Mieszkowice” o długości 2000 metrów.

## Historia numeracji
Na przestrzeni lat arteria posiadała różne oznaczenia i klasyfikacje:

| Numer | Przebieg                                                     | Lata obowiązywania | Źródło | Uwagi                                                                        |
| --- | ------------------------------------------------------------ | ------------------ | --- | ---------------------------------------------------------------------------- |
| Nieznana numeracja przed 1986 rokiem – arteria oznaczana na ówczesnych mapach i atlasach drogowych jako droga lokalna, następnie (od lat 70.) jako droga drugorzędna |                                                              |                    | |                                                                              |
| 118 | Szczecin – Gryfino – Chojna – Sarbinowo – Kostrzyn – Słubice | 14 II 1986 – 2000  | - Uchwała nr 192 Rady Ministrów z dnia 2 grudnia 1985 r. w sprawie zaliczenia dróg do kategorii dróg krajowych (M.P. z 1986 r. nr 3, poz. 16) - Polska: Atlas samochodowy 1:300 000. Wyd. pierwsze. Warszawa: Polskie Przedsiębiorstwo Wydawnictw Kartograficznych, 1992. ISBN 83-7000-080-0. Brak numerów stron w książce - Polska: Mapa samochodowa 1:700 000, wyd. 1, Szczecin: Wydawnictwo Kartograficzne KOMPAS, 1996–1997, ISBN 83-904373-2-5. Brak numerów stron w książce - Polska: Mapa samochodowa 1:700 000, wyd. II zmienione i poprawione, Szczecin: Wydawnictwo Kartograficzne KOMPAS, 1997–1998, ISBN 83-904373-3-3. Brak numerów stron w książce - Rozporządzenie Rady Ministrów z dnia 15 grudnia 1998 r. w sprawie ustalenia wykazu dróg krajowych i wojewódzkich (Dz.U. z 1998 r. nr 160, poz. 1071) | droga przystosowana do ruchu ciężkiego – dopuszczalny nacisk na oś do 10 ton |
| 31 | Szczecin – Gryfino – Chojna – Sarbinowo – Kostrzyn – Słubice | od 2000            | - Zarządzenie nr 6 Generalnego Dyrektora Dróg Publicznych z dnia 9 maja 2000 r. w sprawie nowych numerów dróg krajowych, [w:] Rzeczpospolita [online], 4 lipca 2000. - POLSKA Atlas drogowy 1:200 000. Mapy Ścienne Beata Piętka, 2000. Brak numerów stron w książce - Polska: Mapa samochodowa 1:700 000, wyd. XIV Zmienione, poprawione i uaktualnione, Wydawnictwo Kartograficzne KOMPAS, 2005–2006, ISBN 83-904373-7-6. Brak numerów stron w książce - Polska: Mapa samochodowa 1:700 000, wyd. XXVII, Dom Wydawniczy PWN, 2016, ISBN 978-83-7705-942-5. Brak numerów stron w książce | ograniczenia dla ruchu ciężkiego                                             |

## Dopuszczalny nacisk na oś
Od 13 marca 2021 roku na drodze dozwolony jest ruch pojazdów o nacisku pojedynczej osi napędowej do 11,5 tony.

### Do 13 marca 2021 r.
We wcześniejszych latach droga krajowa nr 31 była objęta ograniczeniami dopuszczalnego nacisku pojedynczej osi:
| Znak | Dopuszczalny nacisk | Lata obowiązywania | Odcinek                                 |
| ---- | ------------------- | ------------------ | --------------------------------------- |
| DK31 | do 10 ton           | 2005–2010          | Szczecin – Gryfino                      |
| DK31 | do 10 ton           | 2010–2012          | Szczecin – Gryfino – Chojna             |
| DK31 | do 10 ton           | 2012–2021          | Szczecin – Gryfino – Chojna – Sarbinowo |
| DK31 | do 8 ton            | 2012–2021          | Sarbinowo – Kostrzyn – Słubice          |

## Ważniejsze miejscowości leżące na trasie DK31
- Szczecin
  - Zachód
    - Gumieńce (rondo Hakena, DK13)

  - Śródmieście
    - Międzyodrze-Wyspa Pucka

  - Prawobrzeże
    - Podjuchy
    - Żydowce
    - Klucz (węzeł „Radziszewo”: A6)
- Gryfino – obwodnica[10]
- Widuchowa
- Chojna (DK26)
- Mieszkowice
- Boleszkowice
- Sarbinowo (DK23)
- Kostrzyn nad Odrą (DK22)
- Górzyca
- Słubice (DK29) – granica z Niemcami